# علوی اوراز
علوی اوراز (انگلیسی: Ulvi Uraz؛ ۱۳ فوریه ۱۹۲۱ – ۲۵ مهٔ ۱۹۷۴) بازیگر، کارگردان اهل ترکیه بود.